# El Carmen, Tenancingo
El Carmen är en ort i Mexiko.   Den ligger i kommunen Tenancingo och delstaten Mexiko, i den sydöstra delen av landet, 70 km sydväst om huvudstaden Mexico City. El Carmen ligger 2 428 meter över havet och antalet invånare är 1 032.
Terrängen runt El Carmen är huvudsakligen kuperad. El Carmen ligger uppe på en höjd. Runt El Carmen är det tätbefolkat, med 427 invånare per kvadratkilometer. Närmaste större samhälle är Ixtapan de la Sal, 15,2 km sydväst om El Carmen. I omgivningarna runt El Carmen växer huvudsakligen savannskog.